# Prothalpia utakoae
Prothalpia utakoae is een keversoort uit de familie zwamspartelkevers (Melandryidae). De wetenschappelijke naam van de soort werd in 1988 gepubliceerd door Sasaji.